# Еліф Шафак
Еліф Шафак (тур. Elif Şafak, 25 жовтня 1971, Страсбург) — турецька письменниця, колумніст та спікер. Вважається найвідомішою турецькою письменницею-романісткою. Свої твори пише як турецькою, так і англійською мовами. Шафак поєднує західні та східні традиції у своїх розповідях про жінок, меншини, емігрантів, субкультури та молодь. У своїх працях використовує різні культурні та літературні традиції, які відображають її зацікавлення історією, філософією, суфізмом, усною творчістю та культурною політикою. Також широко використовує чорний гумор. 2010 року стала лауреаткою Ордену Мистецтв та літератури.. У жовтні 2017 року стало відомо, що Шафак стане учасницею проекту Бібліотека майбутнього, який полягає у тому, що упродовж ста років (2014—2114) письменники щороку надаватимуть рукописи своїх творів, які в 2114 році, зрештою, опублікують у вигляді збірки з обмеженою кількістю примірників.

## Біографія
Народилася 25 жовтня 1971 року в Страсбурзі, Франція. Ім'я при народженні — Еліф Білгін. Дочка філософа Нурі Білгіна та Шафак Атайман (згодом стала дипломатом). Після розлучення батьків, Еліф залишилася з матір'ю. За словами самої письменниці, відсутність у дитинстві пересічної патріархальної сім'ї мало значний вплив на її подальшу літературну діяльність. Псевдонім письменниці — це поєднання власного імені (тур. Elif) та імені матері (тур. Şafak — «світанок»).
Закінчила Близькосхідний технічний університет Анкари, де захистила дисертацію з філософії, присвячену проблемам ґендерної ідентичності. Рік стажувалася в США, а згодом як запрошений викладач працювала в низці американських університетів. Живе в Туреччині і США, пише турецькою та англійською, співпрацює з пресою США та Європи та входить до Європейської ради з міжнародних відносин.
Свої юнацькі роки провела в Іспанії (Мадрид) і Йорданії (Амман), а згодом і в Туреччині. Їй доводилось жити у найрізноманітніших куточках світу — Бостоні, Мічигані, Аризоні, Стамбулі, Лондоні. Така кількість переїздів тільки лиш збагатила її письменницькі твори, адже вона вважає, що не тільки переїжджала з країни в країну, з міста в місто, але й з мови в мову, тому навіть у своїй рідній турецькій «грається» словниковим запасом різних культур. Вона, однак, зберігає глибоку прив'язаність до Стамбулу, який відіграє важливу роль в її художніх творах. Як наслідок, почуття мультикультуралізму та космополітизму відповідно характеризують як її життя, так і творчість. На сторінках видання «Гаффінгтон Пост» Шафак виступила на захист космополітичного ідеалу, заявивши: «Замість того, щоб зводити себе до бінарної опозиції політики ідентичності, нам слід чинити з точністю до навпаки: множити наші прихильності та приналежності».

## Письменницька діяльність

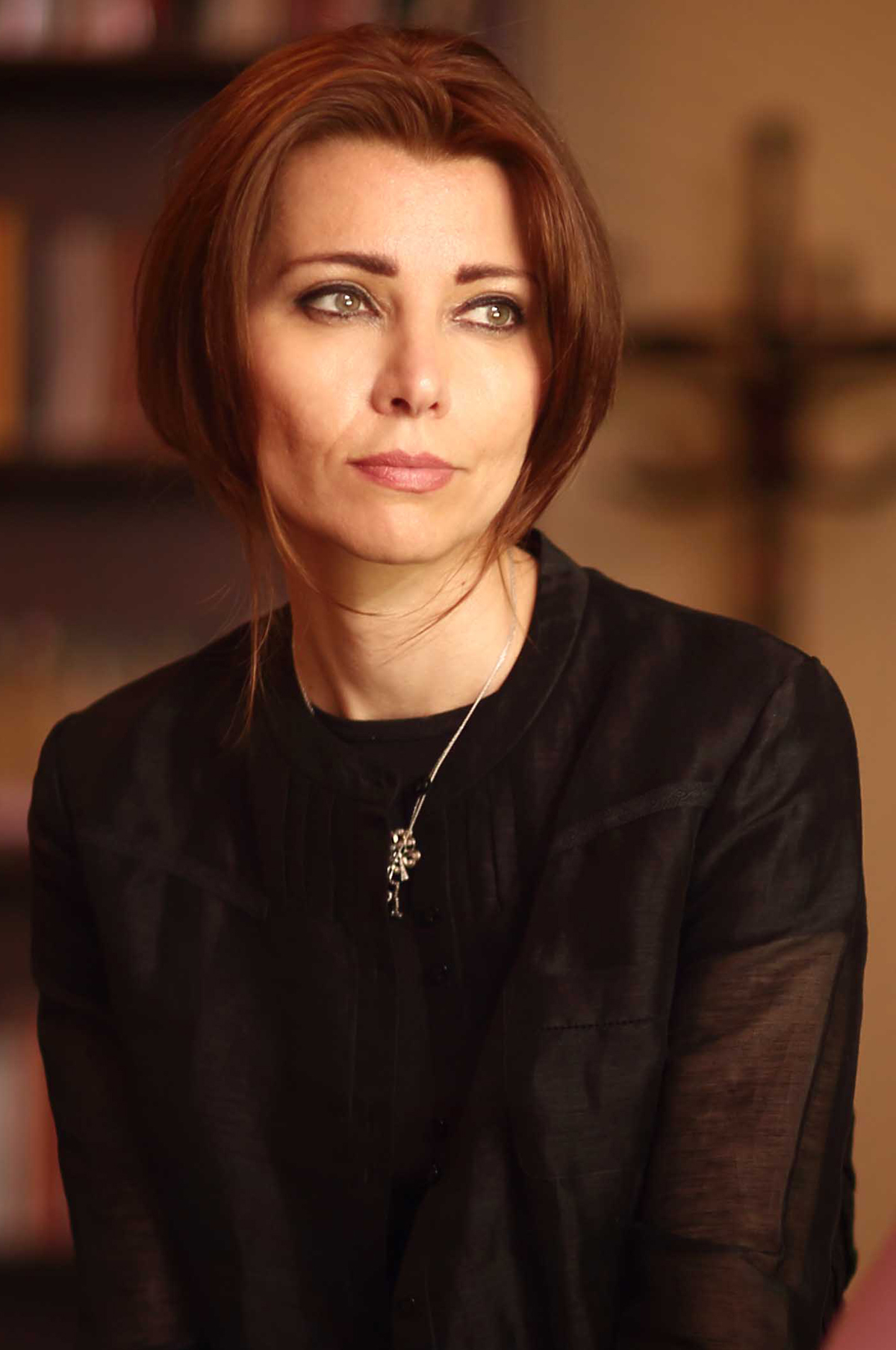

Перший роман Шафак — «Захований» — приніс письменниці премію «Румі» 1998 року (нагорода вручається за найкращий містичний твір Туреччини). Другий роман «Дзеркала міста» розповідає історію сім'ї іспанських конверсосів (євреїв, що навернулися у християнство); події розгортаються на тлі Середземномор'я XVII сторіччя та поєднують у собі єврейський та ісламський містицизм. Число шанувальників творчості Шафак значно зросло після того, як 2000 року роман «Погляд» здобув премію Об'єднання турецьких письменників у категорії «Найкращий роман». 2002 року світ побачив роман «Блошиний палац», який став бестселером в Туреччині. Першою ж книгою, яку Шафак написала англійською мовою, став роман «Святий початкового безумства» (2004).
Після публікації роману «Стамбульський підкидьок» (2006), де згадувався геноцид вірмен, письменниця двічі звинувачувалася в образі нації, їй загрожувало тюремне ув'язнення до трьох років. Обидва звинувачення згодом зняли за недостатністю доказів. За словами газети «Гардіанс»: ««Стамбульський підкидьок» — можливо перший турецький роман, який напряму має справу з різнею, звірствами та депортаціями, які винищували населення Вірменії в останні роки Османського панування.»
Після народження дочки у 2006 році, Шафак страждала на післяпологову депресію. Про цей свій досвід письменниця написала на сторінках автобіографічної книжки «Чорне молоко», у якій розглянула переваги та труднощі поєднання материних обов'язків та письменницької діяльності. 2010 року світ побачив роман «Сорок правил кохання», який зосереджує свою увагу на темі любові у світлі Румі та Шамса Табрізі. 2013 року вийшов роман «Учень архітектора», сюжет якого обертається навколо легендарного архітектора Сінана. Роман письменниці «Три дочки Єви» побачив світ 2016 року.
Роман Шафак «10 хвилин 38 секунд у цьому дивному світі» 2019 року, що розповідає про життя стамбульської секс-працівниці, увійшов до шорт-листа Букерівської премії. У 2019 році турецька прокуратура провела розслідування щодо Шафак за те, що вона висвітлювала у своїх художніх творах тему жорстокого поводження з дітьми та сексуального насильства.

## Особисте життя
У 2017 Еліф Шафак заявила про свою бісексуальність.

## Переклади українською
- Еліф Шафак. Учень архітектора. — Х. : КСД, 2017. — 448 с. — ISBN 978-617-12-3395-9.
- Еліф Шафак. Сорок правил кохання. — Х. : КСД, 2022. — 384 с. — ISBN 978-617-12-9580-3.
- Еліф Шафак. 10 хвилин та 38 секунд у цьому дивному світі. — Х. : КСД, 2022. — 320 с. — ISBN 978-617-12-9311-3.

### Турецькою
| - Kem Gözlere Anadolu (1994) — «Злі погляди Малої Азії»; - Pinhan (1997) — «Захований»; - Şehrin Aynaları (1999) — «Дзеркала міста»; - Mahrem (2000) — «Погляд»; - Bit Palas(2002) — «Блошиний палац»; - Araf (2004) — «Чистилище»; - Beşpeşe(2004) — «Beşpeşe»; - Med Cezir (2005) — «Приплив»; - Baba ve Piç (2006) — «Стамбульський підкидьок»; | - Siyah Süt (2007) — «Чорне молоко»; - Aşk (2009) — «Кохання» ; - Kâğıt Helva (2010) — «Паперова халва»; - Firarperest (2010) — «Firarperest» ; - İskender (2011) — «Честь » ; - Şemspare (2012) — «Şemspare» ; - Ustam ve Ben (2013) — «Учень архітектора» ; - Havva'nın Üç Kızı (2016) — «Три дочки Єви» ; |

### Англійською
| - The Saint of Incipient Insanities (2004) — «Святий початкового безумства»; - The Gaze (Переклад Mahrem), 2006 — «Погляд»; - The Flea Palace (2007) — «Блошиний палац»; - The Bastard of Istanbul (Переклад Baba ve Piç), 2007 — «Стамбульський підкидьок»; - The Forty Rules of Love: A Novel of Rumi (2010) — «Сорок правил кохання: Роман про Румі»; | - Black Milk: On Writing, Motherhood, and the Harem Within 2011 — «Чорне молоко: Про письменницьку діяльність, материнство та гарем»; - The Happiness of Blond People: A Personal Meditation on the Dangers of Identity (2011) — «Щастя білявих людей: Особиста медитація на тему небезпек ідентичності»; - Honour (2012) — «Честь»; - The Architect's Apprentice (2014) — «Учень архітектора»; - Three Daughters of Eve — «Три дочки Єви». |